# Roberto Gambino
Roberto Gambino (Palermo, 15 febbraio 1962) è un politico italiano, sindaco di Caltanissetta dal 2019 al 2024.

## Biografia
Gambino nasce a Palermo nel 1962. Si laurea in architettura con il massimo dei voti all'Università di Palermo e nel 1987 viene iscritto all'ordine degli architetti di Caltanissetta in veste di coordinatore per la sicurezza sia in fase di progettazione che di esecuzione. Dal 1990 vive a Caltanissetta, dove lavora come dipendente presso l'ufficio tecnico comunale e si occupa principalmente di pianificazione territoriale. In tale qualità, è stato responsabile unico del concorso di progettazione "La grande piazza", e successivamente della progettazione preliminare, definitiva ed esecutiva dei lavori, con la ripavimentazione di corso Umberto I e musealizzazione dell'ex rifugio antiaereo di via Matteotti, inclusi nel contesto di riqualificazione del centro storico di Caltanissetta.

### Sindaco di Caltanissetta
Militante dal 2014, nel 2019 viene scelto dal meetup locale del Movimento 5 Stelle come candidato alla carica di sindaco di Caltanissetta in vista delle elezioni amministrative del 28 aprile. Al primo turno conquista il 19,92% delle preferenze, accedendo quindi al ballottaggio contro il candidato del centro-destra Michele Giarratana, primo con il 37,39%. In seguito al primo turno, nonostante l'assenza di appoggi ufficiali da parte dei candidati esclusi dal ballottaggio, Gambino riceve parole di apprezzamento da parte di Alessandro Pagano, esponente della Lega, facendo ipotizzare un appoggio esterno, coerentemente con l'allora alleanza giallo-verde del governo Conte I. Al ballottaggio del 12 maggio, caratterizzato da una bassa affluenza pari al 42,6%, il risultato del primo turno è ribaltato, e Gambino viene eletto sindaco con il 58,85% delle preferenze, mentre Giarratana ottiene meno voti assoluti rispetto al primo turno. Si insedia ufficialmente il 15 maggio 2019.
In base alla legge regionale che disciplina le elezioni amministrative, il premio di maggioranza del 60% è assegnato alla lista del M5S, l'unica a sostenere Gambino, che può contare su un consiglio comunale con una larga maggioranza monocolore di quindici consiglieri su ventiquattro (ridotti a quattordici l'anno seguente, dopo che l'ARS si è pronunciata stabilendo l'arrotondamento per difetto dei seggi assegnati con il premio di maggioranza).
Nel 2024 si ricandida alla carica di sindaco sostenuto anche da Sud chiama Nord di Cateno De Luca oltreché dal M5S e da una lista civica. Pur avendo registrato un aumento nel numero dei voti e di percentuale rispetto alla precedente tornata elettorale, in queste elezioni si piazza al terzo posto con il 28,0% dei voti al primo turno, non riuscendo dunque ad accedere al ballottaggio.